# 3440 Stampfer
3440 Stampfer è un asteroide della fascia principale. Scoperto nel 1950, presenta un'orbita caratterizzata da un semiasse maggiore pari a 2,8027652 UA e da un'eccentricità di 0,0591175, inclinata di 7,53087° rispetto all'eclittica.